# Oceania Squash Federation
Die Oceania Squash Federation (OSF) ist der Dachverband der Sportart Squash im Gebiet Ozeanien.

## Geschichte
Die OSF wurde 1992 gegründet und ihr gehören aktuell zehn nationale Squashverbände an. Sie ist dem Weltverband angeschlossen und hat ihren Sitz in der Moreton Bay City in Australien. Amtierender Präsident ist Jim O’Grady aus Neuseeland. Der Verband ist Veranstalter verschiedener Wettbewerbe, darunter die Ozeanienmeisterschaften der Junioren und Aktiven. Er vertritt zudem die Interessen der Sportart bei Großveranstaltungen wie etwa den Pazifikspielen.